# أوليفر أليوت
أوليفر أليوت (بالإسبانية: Oliver Elliot)‏ هو سباح تشيلي، ولد في 19 يونيو 1987 في فينيا ديل مار في تشيلي.

## وصلات خارجية
- أوليفر أليوت على موقع الاتحاد الدولي للسباحة (الإنجليزية)
- أوليفر أليوت على موقع SwimRankings.net (الإنجليزية)
- أوليفر أليوت على موقع اللجنة الأولمبية الدولية (الإنجليزية)
- أوليفر أليوت على موقع أوليمبيديا (الإنجليزية)